# Adam Bugajski (1922–1996)
Adam Bugajski (ur. 4 czerwca 1922 w Nietulisku Fabrycznym, zm. 11 maja 1996 we Wrocławiu) – polski lekarz i polityk, poseł na Sejm PRL III kadencji.

## Życiorys
Tuż przed wybuchem II wojny światowej uzyskał maturę w gimnazjum ogólnokształcącym w Ostrowcu Świętokrzyskim. Podczas okupacji pracował jako ślusarz w Zakładach Starachowickich. Po odbyciu służby w Wojsku Polskim rozpoczął w 1946 studia na Wydziale Medycyny Uniwersytetu Wrocławskiego. Po uzyskaniu dyplomu lekarza zatrudniony w III Klinice Chirurgicznej Akademii Medycznej we Wrocławiu. Od 1954 sprawował funkcję dyrektora Powiatowego Szpitala Klinicznego nr 5 we Wrocławiu. Specjalizował się, po czym pracował jako adiunkt we wspomnianej III Klinice.
W Stronnictwie Demokratycznym działał od 1948, m.in. jako członek Miejskiego Komitetu i prezydium WK we Wrocławiu. Zasiadał w Dzielnicowej Radzie Narodowej Wrocław–Śródmieście (1955–1958) oraz Radzie Narodowej miasta Wrocławia (1958–1961). W 1961 uzyskał mandat posła na Sejm PRL III kadencji w okręgu Ząbkowice Śląskie. Zasiadał w Komisji Budownictwa i Gospodarki Komunalnej oraz Komisji Zdrowia i Kultury Fizycznej.
Zmarł 11 maja 1996 i został pochowany na Cmentarzu Świętej Rodziny we Wrocławiu.

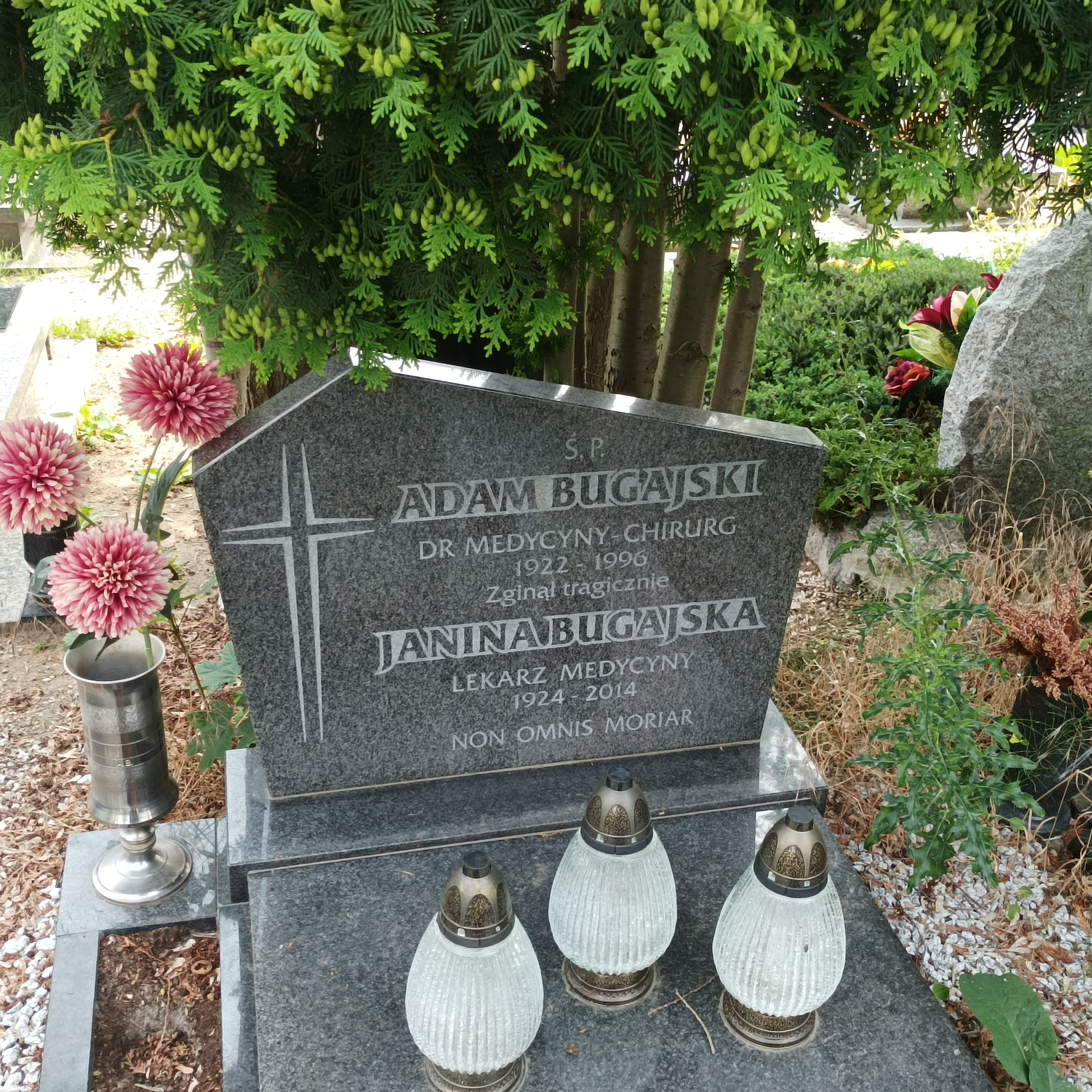
Zdjęcie dra Adama Bugajskiego na Cmentarzu Świętej Rodziny